# 平山素子
平山 素子（ひらやま もとこ）は、愛知県名古屋市出身のコンテンポラリー・ダンサー、振付家。筑波大学准教授。

## 人物・来歴
名古屋市立菊里高等学校、筑波大学を経て、筑波大学大学院体育研究科修了。バレエダンサー・コンテンポラリーダンサーとして精力的に活動する一方で、振付家としても活動し、北京オリンピックのアーティスティックスイミング日本代表デュエットチーム（銅メダル獲得）の振付の新作に協力するなど、活動の幅を広げつつある。

## 主な受賞歴
- 芸術選奨新人賞（2009年）
- 名古屋市芸術奨励賞（2008年）
- 朝日舞台芸術賞（朝日新聞、2007年）
- 中川鋭之助賞（東京新聞、2005年）
- 東海テレビ芸能選奨（東海テレビ、1999年）
- 第3回世界バレエ＆モダンダンスコンクール、モダンダンス部門第1位およびワツラフ・ニジンスキー賞（1999年）